# 石筱群
石筱群（前名:石小群）（1980年12月24日—）是一位中国演员。

## 生平
1980年出生于浙江省金華市，曾參演《康熙秘史》、《皇太子秘史》、《對手》等多部影視劇，並於《楊貴妃秘史》中演謝阿蠻一角。2011年于《步步惊心》 饰演郭络罗·明慧（八福晋）。

## 影视作品

### 电视剧
- 2001：凤在江湖 飾 梅蝶
- 2002：欲望 飾 陈小兰
- 2002：对门对面 飾 陈晨
- 2002：不嫁则已 飾 灵芝
- 2003：皇太子秘史 飾 鈕祜祿氏（四福晋）
- 2004：非常24小时 飾 夏末
- 2004：将装修进行到底 飾 杨阳
- 2005：太祖秘史 飾 孟古
- 2005：情断上海滩 飾 姚玲
- 2005：白色情人梦 飾 叶诗颖
- 2006：康熙秘史 飾 納喇惠兒/惠妃
- 2006：再生缘 飾 蘇映雪
- 2007：上海王 飾 辛荔荔
- 2007：吴承恩与西游记 飾 白雪艳、黄素娥、女儿国国王
- 2008：母仪天下 飾 李元儿（李美人）
- 2008：对手 飾 林琴
- 2009：楊貴妃秘史 飾 謝阿蠻
- 2011：追逃 飾 蘇柳
- 2011：步步驚心 飾 郭絡羅·明慧（八嫡福晉）
- 2013：8090向前冲 飾 文静
- 2013：烽火佳人 飾 闵茹
- 2014：如果我爱你 飾 丁桂
- 2014：风中奇缘 飾 昭陽公主
- 2015：乾隆秘史飾 秋影
- 2015：无心法师（客串）
- 2015：旋风少女第一季
- 2016：武神赵子龙（客串）
- 2016：旋风少女第二季（客串）

### 电影
- 2006：醉公主 飾王善酿
- 2007：说好不管我 飾祁小柯
- 2011：大震撼 飾步兵